# Communauté d’agglomération Territoire de la Côte Ouest
Die Communauté Intercommunale de la Réunion Est (CCCO) ist ein Gemeindeverband mit der Rechtsform einer Communauté d’agglomération im französischen Überseedépartement Réunion. Sie wurde am 31. Dezember 2001 gegründet und umfasst drei Gemeinden. Der Verwaltungssitz befindet sich im Ort Le Port.

## Mitgliedsgemeinden
| Gemeinde                                              | Einwohner 1. Januar 2022 | Fläche km² | Dichte Einw./km² | Code INSEE | Postleitzahl |
| ----------------------------------------------------- | ------------------------ | ---------- | ---------------- | ---------- | ------------ |
| La Possession                                         | 36.390                   | 118,35     | 307              | 97408      | 97419        |
| Le Port                                               | 33.670                   | 16,62      | 2.026            | 97407      | 97420        |
| Les Trois-Bassins                                     | 7.113                    | 42,58      | 167              | 97423      | 97426        |
| Saint-Leu                                             | 35.597                   | 118,37     | 301              | 97413      | 97436        |
| Saint-Paul                                            | 106.220                  | 241,28     | 440              | 97415      | 97460        |
| Communauté Intercommunale Territoire de la Côte Ouest | 218.990                  | 537,20     | 408              | –          | –            |